# Dhātu
Dhātu (en sanskrit IAST ; devanāgarī : धातु ) est un mot sanskrit signifiant élément, partie d'un tout; racine verbale. Dans le bouddhisme ce sont les quatre éléments physiques (bhūta) constitutifs de la matière. Leur analyse englobe les phénomènes physiques et partiellement mentaux sous forme de dix-huit éléments. En grammaire sanskrite, le terme désigne les racines verbales.

## Grammaire
En sanskrit, le radical est la forme prise par une racine verbale (dhātu) dans un mot. Le sanskrit possède un certain nombre de racines verbales, desquelles sont dérivés des thèmes verbaux (présent, aoriste, parfait…) et des thèmes nominaux (nom d’action, nom d’agent, …). Il y a donc lieu de distinguer entre la racine (dhātu) et les radicaux qui en dérivent et qui sont formés de la racine à laquelle s'ajoutent différents affixes. On a ainsi, par exemple: 

« Soit la racine KṚ-, « faire »; en sont dérivés (entre autres) deux thèmes de présent: KṚ-ṇo-ti (attesté en [sanskrit] védique mais rare en classique) et KAR-o-ti, « il fait », un nom d'action KĀR-aṇa-m, « action, cause », un nom d'agent KAR-tā, « qui fait », etc. (...) Ces formes contiennent différents radicaux de la racine KṚ- : KṚ- (degré zéro), KAR- (degré plein), KĀR- (degré long). »

En sanskrit, la racine est ainsi « l'élément fondamental autour duquel s'organisent et la conjugaison et la formation de nombreux mots (...) », et c'est pourquoi les dictionnaires de sanskrit citent et classent les verbes sous la forme de leur racine (contrairement aux dictionnaires de pali par exemple, qui les répertorient par leur 3e personne singulier du présent[réf. souhaitée]). Les dictionnaires de sanskrit cataloguent près de deux mille racines (parfois sous plusieurs formes si bien que le nombre d'entrées est souvent supérieur à 2000). Toutefois, le philologue américain William Dwight Whitney (1827–1894) a montré que le vaste vocabulaire sanskrit dérive de quelque huit cents racines verbales,.

## Bouddhisme

### Quatre dhātu
L'analyse bouddhique en quatre éléments est proche de la conception ésotérique occidentale : il s'agit bien des éléments Terre, Eau, Feu et Vent. Cependant, cette analyse se réfère plutôt aux caractéristiques de ces éléments, respectivement, la solidité, la cohésion, la chaleur et le mouvement. Le corps, par exemple, sera analysé selon ces quatre : voir rūpa. De plus, la conception bouddhique est parfois « atomiste », et dans ce cas l'analyse d'éléments ne va pas à l'encontre de cette croyance, là où les quatre éléments en Grèce participaient bien de ce débat.  

### Dix-huit dhātu
L'analyse en dix-huit dhātu est en fait l'usage le plus courant de la notion de dhātu. Elle relève de l'épistémologie bouddhique, qui considère les trois séries par lesquelles l'expérience sensorielle est possible: six facultés des sens, six objets des sens et six consciences : 
- Élément oculaire, élément visible, élément de conscience oculaire ;
- Élément auriculaire, élément audible, élément de conscience auriculaire ;
- Élément nasal, élément odorant, élément de conscience nasale ;
- Élément lingual, élément sapide, élément de conscience linguale ;
- Élément corporel, élément tangible, élément de conscience corporelle ;
- Élément mental, élément connaissable, élément de conscience mentale.

Il s'agit là de l'une des trois principales taxonomies des dharmas (le mot étant pris ici au sens de « choses ») que l'on trouve dans les sûtras, aux côtés des skandhas et des âyatanas. Cette classification englobe la totalité des phénomènes connaissables. Les dhatus constituent par ailleurs un modèle de classification plus primitif que ceux développés plus tard dans les analyses de la littérature de l'Abhidharma,. 